# Cadavrul (nuvelă)
Cadavrul (engleză The Body, subtitlu Fall from Innocence)  este o povestire de Stephen King. Este inclusă în colecția Anotimpuri diferite, a doua colecție de povestiri a lui King.

## Rezumat
Povestea are loc în vara anului 1960, în orășelul fictiv Castle Rock, Maine. După ce un băiețel pe nume Ray Brower a plecat să culeagă mure și nu s-a mai întors, lumea crede că a fost ucis de tren. Dar Gordie LaChance și cu încă trei prieteni ai săi, Chris Chambers, Teddy Duchamp și Vern Tessio, pleacă în căutarea cadavrului, spunându-le părinților că se duc într-o excursie. În timpul călătoriei lor, băieții, care provin cu toții din familii abuzive, disfuncționale, încep să se lupte cu unele secrete ale fabricii acestui orășel, care pare să nu le ofere prea multe în viitor.

## Ecranizare
- Prietenii (Stand by Me, 1986)